# Vicente Guerrero
Vicente Ramón Guerrero Saldaña (10 d'agost de 1782 - 14 de febrer de 1831) fou el segon president de Mèxic i un dels generals insurgents de la Guerra d'independència de Mèxic.
Nasqué al poble de Tixtla, a 100 km al nord del port d'Acapulco, localitzat a la Sierra Madre del Sur, territori que actualment conforma l'estat de Guerrero, que fou anomenat en honor seu. Se sap poc dels seus avantpassats, tot i que es creu que tenia ascendència espanyola, ameríndia i africana. El seu pare, Pedro Guerrero, era lleial a la corona espanyola. Quan el seu pare el demanà la seva espada per presentar-la al nou virrei de la Nova Espanya com a signe de bona voluntat i la capitulació, s'hi negà, dient: "La voluntat del meu pare per a mi és sagrada, però la Pàtria és el primer".
Guerrero s'uní als insurgents el 1810, lluitant al costat de José María Morelos y Pavón. Guerrero es destacà en la batalla d'Izúcar, el febrer del 1812, i obtingué el rang de coronel-lloctinent quan Oaxaca fou presa pels rebels el novembre de 1812. Després de la captura i execució de Morelos el 1815, Guerrero s'uní a les forces de Guadalupe Victoria i Isidoro Montes de Oca, i prengué el comandament de les tropes rebes. Fou l'únic líder revolucionari que continuà amb la lluita, en forma de guerrilles a les serralades del sud de Mèxic.
Tan bon punt Mèxic aconseguí la seva independència, Guerrero col·laborà amb Agustí de Iturbide, el qual el convencé d'unir-se a les seves forces realistes i de promulgar el Pla de les Tres Garanties. Iturbide proposava que Mèxic es convertís en una monarquia constitucional, que s'hi abolissin les distincions entre els espanyols, criolls, mestissos i amerindis, i que el catolicisme es fes la religió oficial. Guerrero acceptà, i marxà a la ciutat de Mèxic el 27 de setembre de 1821, consolidant-se així la independència de la nació.
Iturbide, proclamat emperador, dissolgué el Congrés, i continuà amb l'statu quo del temps colonial. Guerrero s'aixecà en armes en favor de la instauració de la República en el Pla de Casa Mata. El republicanisme federal fou instaurat el 1824. Guadalupe Victoria es convertí en el primer president electe de Mèxic. El 1829, el conservador Manuel Gómez Pedraza guanyà les eleccions presidencials, mitjançant pressions i suborns, per la qual cosa el Congrés anul·là les eleccions, i Guerrero fou proclamat president. Com a president, Guerrero ordenà l'abolició immediata de l'esclavatge i l'emancipació de tots els esclaus.
Guerrero fou deposat mitjançant una rebel·lió encapçalada pel vicepresident, Anastasio Bustamante, el 1829. Abandonà la capital per combatre els rebels, però fou capturat per Bustamante i l'executà. Els mexicans, lleials a Guerrero es revoltaren, i Bustamante s'exilià. El govern honrà els familiars de Guerrero, i la seva vídua continuà rebent la pensió presidencial. El 1842, el seu cos fou retornat a la ciutat de Mèxic on fou enterrat.